# Namysłów
Namysłów  (en allemand : Namslau) est une ville de Pologne située au sud du pays, dans la voïvodie d'Opole, sur la Widawa.

## Personnalités liées à la commune
- Felix Liebrecht (1812-1890), auteur
- Albert Bielschowsky (1847-1902), historien
- Alfred Bielschowsky (1871-1940), ophthalmologiste
- Andrzej Markowiak (né en 1951), homme politique
- Teresa Ceglecka-Zielonka (né en 1957), homme politique
- Janusz Trzepizur (né en 1959), sauteur en hauteur
- Krystian Brzozowski (né en 1982) , catcheur